# Cologna Veneta
Cologna Veneta est une commune italienne d'environ 8 366 habitants située dans la province de Vérone dans la région Vénétie dans le nord-est de l'Italie.

## Personnalités
- Cristina Guarda (1990-), femme politique, est née à Cologna Veneta.
- Emma Schweinberger Gismondi (1934-2019), designer, est née à Cologna Veneta.
- Giovanni Rana (1937-), industriel et créateur des pâtes Giovanni Rana, est né à Cologna Veneta.

## Administration
| Période                           | Période  | Identité         | Étiquette             | Qualité |
| --------------------------------- | -------- | ---------------- | --------------------- | ------- |
| juin 2016 (réélu en octobre 2021) | En cours | Manuel Scalzotto | Lega et liste civique |         |

### Hameaux
Baldaria, Sabbion, Sant'Andrea, Spessa, San Sebastiano

### Communes limitrophes
Asigliano Veneto, Lonigo, Orgiano, Poiana Maggiore, Pressana, Roveredo di Guà, Veronella, Zimella